# Vena mediana cubital
En anatomía humana, la vena mediana cubital (o vena basílica media) es una vena superficial del miembro superior. Es muy relevante desde el punto de vista clínico, ya que se utiliza de forma rutinaria para venipuntura (extracción de sangre) y como sitio para una cánula intravenosa.  Esto se debe a su lumen especialmente amplio, y a su tendencia a permanecer inmóvil tras la inserción de la aguja. Conecta la basílica y la vena cefálica y se hace prominente cuando se aplica presión. Se encuentra en la fosa cubital superficial a la aponeurosis bicipital.

## Variaciones
La vena cubital media muestra una amplia gama de variaciones. Lo más común es que la vena forme un patrón en H con las venas cefálica y basílica formando los lados. Otras formas incluyen un patrón en M, donde la vena se ramifica en las venas cefálica y basílica.

## Imágenes adicionales

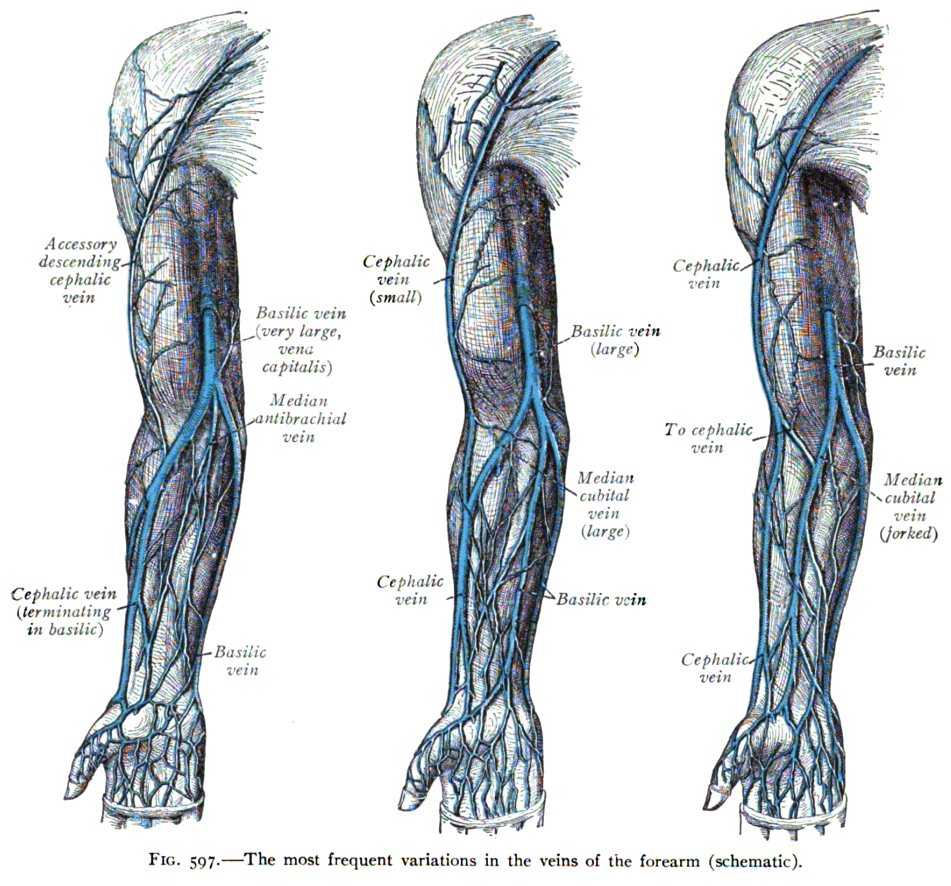
Las variaciones más frecuentes de las venas del antebrazo (esquema).